# ŻSK Płowdiw
ŻSK Płowdiw (bułg. ЖСК (Пловдив)) – bułgarski klub piłkarski, mający siedzibę w mieście Płowdiw, w środkowej części kraju, działający w latach 1935–1949.

## Historia
Chronologia nazw:
- 13.06.1935: ŻSK Płowdiw (bułg. ЖСК (Пловдив))
- 1944: ŻSK-Lewski Płowdiw (bułg. СК [Спортен клуб] ЖСК-Левски (Пловдив))
- 23.12.1945: NFD Łokomotiw Płowdiw (bułg. НФД [Народно физкултурно дружество] Локомотив (Пловдив)) – po rozpadzie fuzji
- 1949: klub rozwiązano – po fuzji ze Sławią Płowdiw

Kolejowy klub sportowy ŻSK został założony w Płowdiwie 13 czerwca 1935 roku z inicjatywy kilku kolejarzy i powstał w ramach kampanii na rzecz utworzenia Kolejowych Klubów Sportowych na terenie całego kraju. W każdym większym ośrodku kolejowym musi zostać powołana komisja kulturalno-oświatowa, obejmująca odpowiednie odcinki, w tym część sportową.
Jednak lata powstania tego klubu były bardzo trudne, gdyż został przyjęty do Bułgarskiej Narodowej Sportowej Federacji (BNSF) dopiero w kwietniu 1938 roku, a jego pierwszy oficjalny mecz odbył się 25 czerwca 1939 roku (2:11 przeciwko Sportklubowi).
W 1944 roku klub został mistrzem Płowdiwskiego Obwodu Sportowego i awansował do turnieju finałowego mistrzostw. Zespół w rundzie pierwszej wygrał 3:1, 2:2 z Botew Płowdiw, a w 1/8 finału został pokonany 4:3, ?:? przez Bułgarię Chaskowo. Jednak mecz ćwierćfinałowy pomiędzy klubem z Chaskowo, a Lewskim Burgas nie rozegrano wskutek chaosu jakie wywołało wkroczenie Armii Czerwonej do Bułgarii. Mistrzostw już nigdy nie dokończono.
Po 1944 roku nowy rząd Bułgarii podjął kilka kampanii na rzecz reorganizacji klubów sportowych w kraju, co doprowadziło do połączenia większości z nich i odpowiedniej zmiany nazw. W ten sposób na rozkaz ówczesnej nomenklatury partyjnej klub pod koniec 1944 połączył się z Lewskim Płowdiw, zmieniając nazwę na ŻSK-Lewski.
23 grudnia 1945 roku członkowie klubu odrzucili propozycję nowych członków od ŻSK zmiany nazwy na Łokomotiw, po czym kolejarze opuścili klub i utworzyli swój klub z nazwą Łokomotiw (podobnie jak wszystkie inne kluby ŻSK w kraju zostali przemianowane).
27 sierpnia 1949 roku Komitet Centralny Bułgarskiej Partii Komunistycznej podjął decyzję o reorganizacji ruchu sportowego w Bułgarii na wzór sowiecki. 27 września 1949 roku Naczelna Komisja Wychowania Fizycznego i Sportu (WKFS) podjęła konkretne działania w celu jego realizacji. Podobnie do struktury w ZSRR zostały stworzone dobrowolne organizacje sportowe na zasadzie wydziałów w odpowiednich branżowych związkach zawodowych.
Od października 1949 roku zespół rywalizował na trzecim poziomie w hierarchii piłkarskiej w rozgrywkach Jużnej zony.
W październiku 1949 roku na mocy kolejnej "reorganizacji" bułgarskiego sportu, klub został połączony ze Sławią Płowdiw, tworząc DSO Energia Płowdiw. Według oficjalnych danych Sławia była wówczas największym klubem w Płowdiwie, a Łokomotiw - najmniejszym klubem w mieście.

## Barwy klubowe, strój, herb, hymn
|  |  |

Klub ma barwy niebiesko-białe.

## Sukcesy

### Trofea międzynarodowe
Do chwili obecnej klub jeszcze nigdy nie zakwalifikował się do rozgrywek europejskich.

### Trofea krajowe
| \| \| Zdobyte trofea w rozgrywkach Bułgarii (stan na: 31-05-2021) \| |                                                             |      |          |
| Rozgrywki                                                            | Osiągnięcie                                                 | Razy | Sezon(y) |
| · Mistrzostwo                                                        | I miejsce                                                   | 0    |          |
| · Mistrzostwo                                                        | II miejsce                                                  | 0    |          |
| · Mistrzostwo                                                        | III miejsce                                                 | 0    |          |
| · Mistrzostwo                                                        | 1/8 finału                                                  | 1    | 1944     |
| Puchar                                                               | zdobywca                                                    | 0    |          |
| Puchar                                                               | finalista                                                   | 0    |          |
| Puchar                                                               | 1/8 finału                                                  | 1    | 1949     |
| II liga                                                              | I miejsce                                                   | 0    |          |
| II liga                                                              | II miejsce                                                  | 0    |          |
| II liga                                                              | III miejsce                                                 | 0    |          |
| Bułgaria                                                             | Zdobyte trofea w rozgrywkach Bułgarii (stan na: 31-05-2021) |      |          |

- Gradsko pyrwenstwo na Płowdiw i Płowdiwskata sportna obłast:
  - mistrz (1): 1943/44

## Poszczególne sezony

### Rozgrywki międzynarodowe

#### Europejskie puchary
Nie uczestniczył w rozgrywkach europejskich.

### Rozgrywki krajowe
| \| Bułgaria \| Bilans występów klubu w rozgrywkach piłkarskich Bułgarii (Stan na 31 maja 2021 r.) \| \| |                                                                                       |        |       |   |   |   |    |    |     |           |        |        |      |
| Poziom                                                                                                  | Rozgrywki                                                                             | Sezony | Mecze | Z | R | P | B+ | B– | Pkt | Lata      | Awanse | Spadki | Naj. |
| I | Dyrżawno pyrwenstwo / Nacionałna futbołna diwizija / Republikansko pyrwenstwo / A PFG | 1      |       |   |   |   |    |    |     | 1944      | 0      | 1      | 1/8  |
| II | B RPG / Wtora PFG / Pyrwa PFL / B PFG / Wtora PFL                                     | 10     |       |   |   |   |    |    |     | 1939–1949 | 1      | 0      | 1    |
| III | W PFG / Treta amatorska futbołna liga                                                 | 0      |       |   |   |   |    |    |     |           | 0      | 0      |      |
| IV | Obłastna futbołna grupa                                                               | 0      |       |   |   |   |    |    |     |           | 0      | 0      |      |
| | Puchar Bułgarii                                                                       | 1      |       |   |   |   |    |    |     | 1949      | 0      | 0      | 1/8  |
| Bułgaria                                                                                                | Bilans występów klubu w rozgrywkach piłkarskich Bułgarii (Stan na 31 maja 2021 r.)    |        |       |   |   |   |    |    |     |           |        |        |      |

## Struktura klubu

### Stadion
Klub piłkarski rozgrywał swoje mecze domowe na stadionie ŻSK-Lewski w Płowdiwie, który może pomieścić 7.000 widzów.

## Kibice i rywalizacja z innymi klubami

### Derby
- Botew Płowdiw
- Lewski Płowdiw
- Łokomotiw Płowdiw (jako Sportklub, SP-45, Sławia, Sławia-Czengełow)
- Marica Płowdiw
- Parczewicz Płowdiw
- Pobeda Płowdiw
- Sokoł Płowdiw
- Szipka Płowdiw